# Téra
Téra – miasto w Nigrze, w departamencie Tillabéri. Według danych szacunkowych na rok 2013 liczy 30 593 mieszkańców.